# アグネスの音楽に乾杯!
『アグネスの音楽に乾杯!』（アグネスのおんがくにかんぱい）は、東海テレビほかで放送されていた音楽バラエティ番組である。製作局の東海テレビでは1985年10月11日から1986年9月26日まで、毎週金曜 19:00 - 19:30 （日本標準時）に放送。司会はアグネス・チャン。
| 東海テレビ 金曜19:00枠                           | 東海テレビ 金曜19:00枠                                   | 東海テレビ 金曜19:00枠                               |
| 前番組                                           | 番組名                                                   | 次番組                                               |
| ------------------------------------------------ | -------------------------------------------------------- | ---------------------------------------------------- |
| 共通7ジ!金曜塾 （1985年4月12日 - 1985年9月20日） | アグネスの音楽に乾杯! （1985年10月11日 - 1986年9月26日） | 鶴瓶の音楽に乾杯! （1986年10月10日 - 1991年6月28日） |

| スタブアイコン | サブスタブ | この項目は、まだ閲覧者の調べものの参照としては役立たない、テレビ番組に関連した書きかけの項目です。この項目を加筆・訂正などしてくださる協力者を求めています（P:テレビ/PJ:放送または配信の番組）。 |